# Tectonofísica

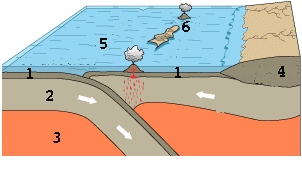
La tectonofísica estudia entre otros procesos la subducción de placas oceánicas como en el ejemplo de esta figura. 1. Corteza oceánica; 2. Litosfera oceánica; 3. Manto; 4. Corteza continental; 5. Fosa de subducción; 6. Arco volcánico de islas.

La tectonofísica, también conocida como geodinámica de la litosfera, es una subdisciplina de la geofísica que estudia la dinámica y la cinemática de los procesos que deforman la litosfera (p.e., la tectónica de placas y la formación de orógenos) mediante métodos cuantitativos. La tectonofísica usa a menudo las observaciones de la geología tectónica (o estructural) pero a diferencia de ésta se ocupa de entender la física que gobierna la deformación a escala litosférica, como por ejemplo la reología de la litosfera. Para ello suele usar técnicas de modelado numérico.
Las técnicas de estudio más frecuentemente utilizadas son: 
- Análisis de cuencas sedimentarias mediante modelos numéricos de isostasia.
- Procesado de registros de ondas sísmicas.
- Medidas de GPS de alta precisión.
- Medidas de flujo de calor terrestre.
- Modelado numérico del campo gravitatorio (anomalías de gravedad y geoide).
- Datación de muestras rocosas.
- Cuantificación de las tasas de erosión en base al contenido isotópico en muestras de roca.
- Modelado numérico o simulación computacional de las observaciones anteriores.

Uno de los avances más importantes en la tectonofísica ha sido relacionar cuantitativamente la formación de cuencas sedimentarias al concepto de tectónica de placas y la isostasia. Cuando se produce una acumulación localizada de sedimentos (por ejemplo, junto al delta de un río importante), la litosfera se hunde con un patrón de subsidencia que permite deducir la rigidez de la litosfera. 